# Moldovas Demokratiske Parti
Moldovas Demokratiske Parti (rumænsk: Partidul Democrat din Moldova, PDM) er et politisk parti i Moldova. Partiet blev grundlagt i 1997 og er associeret medlem af De Europæiske Socialdemokrater (PES) og fuldt medlem af Socialistisk Internationale. Ifølge dets vedtægter ønsker PDM at Moldova skal være en uafhængig, suveræn og demokratisk stat, baseret på lov og integreret i den forenede familie af europæiske demokratier.

## Historie
Partiet blev oprettet den 8. februar 1997 som Bevægelsen for et demokratisk og velstående Moldova (MDPM). Den 17. oktober 1998 blev partiets ledelse valgt, og vedtægter og politisk program baseret på socialdemokratiske principper blev vedtaget. Ved parlamentsvalget i marts 1998 vandt valgblokken dannet af bevægelsen over 18 % af stemmerne og 24 mandater i parlamentet, hvilket betød at bevægelsenkunne indgå i en flertalsregering i Alliancen for Demokrati og Reformer (ADR). Fra 1997 til sommeren 2009 blev partiet ledet af Dumitru Diacov, der var parlamentsformand i perioden 1997-2001. I 1999 blev Ion Sturza fra MDPM premierminister.
På partikongressen 15. april 2000 blev navnet ændret til Moldovas Demokratiske Parti (PDM). Ved parlamentsvalget i februar 2001 fik PDM 79.757 stemmer (5,02 %), men kom ikke over spærregrænsen på 6 %.
Ved parlamentsvalget den 6. marts 2005 blev PDM igen repræsenteret i parlamentet med 8 mandater. I oktober 2007 sluttede parlamentsmedlemmerne fra Socialt og Liberalt Parti sig til PDM's parlamentsgruppe, og antallet af demokrater steg til 11, og PDM blev derved det tredjestørste parti i parlamentet.
PDM fusionerede med Socialt og Liberalt Parti på partikongressen den 10. februar 2008. Dumitru Diacov blev genvalgt som formand, og den tidligere sociale og liberale partileder Oleg Serebrian blev næstformand. 19. juli 2009 blev Marian Lupu valgt som partiformand ved en ekstraordinære kongres. 
Den 5. april 2009 fik PDM kun 2,97 % af stemmerne ved parlamentsvalget og var igen ude af parlamentet. Ved valget den 29. juli 2009 vandt PDM 13 pladser og indgik sammen med tre andre parter i Alliance for Europæisk Integration (AEI) en flertalsregering.
Ved valget 28. november 2010 vandt PDM 15 mandater i parlamentet og fortsatte i en ny AEI-regering. Alliancen brød sammen i begyndelsen af 2013. I maj 2013 dannede PDM (med 15 mandater), Moldovas Liberale Demokratiske Parti (PLDM, 31 mandater) og Liberalt Reformist Parti (7 mandater) en ny regeringskoalition, Pro-Europæisk Koalition.
PDM fik 15,8 % af stemmerne og 14 mandater ved valget 30. november 2014 hvorefter PDM og PLDM (23 mandater) dannede en mindretalsregering.
Den 14. januar 2016 blev Pavel Filip, delegeret af PDM og støttet af det nye parlamentariske flertal, den nye kandidat til statsministerpost. 
Marian Lupu gik af som formand ved partikongressen 10. december 2016 og Vlad Plahotniuc blev valgt til ny formand.
Ved parlamentsvalget i 2019 blev PDM det næststørste parti i parlamentet med 23,6 % af stemmerne og 30 mandater. Partiet kom i opposition til en regering under Maia Sandu dannet af Parti for Socialister i Republikken Moldova (PSRM), Parti for Handling og Solidaritet (PAS) og Værdighed og Sandhed Platformpartiet (DA). I november 2019 blev Sandu afsat ved mistillidsvotum i parlamentet, og PDM og PSRM dannede en ny koalitionsregering. Femten af PDM's parlamensmedlemmer nægtede imidlertid at gå sammen med PSRM i den nye regering og dannede udbryderpartiet Pro Moldova. 

## Ideologi
PDM's doktrin er baseret på socialdemokratiske principper. Det har disse kerneværdier: "Lighed, så alle individer kan realisere deres potentiale på retfærdige vilkår; Solidaritet, så alle mennesker har alt hvad de har brug for til en anstændig levestandard; og Frihed, så hver enkelt kan bygge sit eget personlige livsprojekt." Men det, polske institut for internationale anliggender har sagt, at under Vladimir Plahotniucs ledelse var partiet var beslægtet med magtparti i centrum. 